# Ibrahim Rugova
Ibrahim Rugova, kosovsko-albanski jezikoslovec in politik, * 2. december 1944, † 21. januar 2006.
Marca 2002 je bil izvoljen za predsednika Kosova.
Umrl je za posledicami pljučnega raka.